# Agrostis sichotensis
Agrostis sichotensis é uma espécie de gramínea do gênero Agrostis, pertencente à família Poaceae.